# Noah Buschel
Noah Buschel (Filadelfia, 31 maggio 1978) è un regista e sceneggiatore statunitense che lavora per il cinema indipendente.

## Biografia
Nato a Filadelfia, all'età di un anno la famiglia si trasferisce a Manhattan e cresce al Greenwich Village. Ha un fratello gemello di nome Marin.
Nel 2003 dirige il suo primo lungometraggio, Bringing Rain, presentato al Tribeca Film Festival. Poi dirige Tate Donovan e Amy Ryan in Neal Cassady. Il suo terzo film The Missing Person è stato presentato al Sundance Film Festival nel 2009. Il suo quarto lungometraggio Sparrows Dance ha vinto il premio come miglior film al Austin Film Festival.
Nel 2014 dirige Glass Chin con Corey Stoll e Billy Crudup, mentre nel 2016 dirige The Phenom con Ethan Hawke e Paul Giamatti. Entrambi i film sono stati presentati al Tribeca Film Festival.

## Filmografia

### Regista e sceneggiatore
- Bringing Rain (2003)
- Neal Cassady (2007)
- The Missing Person (2009)
- Sparrows Dance (2012)
- Glass Chin (2014)
- The Phentom (2016)